# Guangdong Hengda Nuzi Paiqiu Julebu 2012-2013
Questa voce raccoglie le informazioni riguardanti il Guangdong Hengda Nuzi Paiqiu Julebu nelle competizioni ufficiali della stagione 2012-2013.

## Organigramma societario
Area tecnica
- Allenatore: Lang Ping

## Rosa
| N° | Nome                 | Ruolo | Data di nascita   | Nazionalità sportiva |
| -- | -------------------- | ----- | ----------------- | -------------------- |
| 1  | Katarzyna Skowrońska | S/O   | 30 giugno 1983    | Polonia              |
| 2  | Kang Yujie           | S     | 15 agosto 1987    | Cina                 |
| 3  | Suo Ma               | C     | 2 novembre 1979   | Cina                 |
| 4  | Zhao Yun             | P     | 15 settembre 1981 | Cina                 |
| 5  | Jin Hong             | L     | 15 marzo 1982     | Cina                 |
| 6  | Wei Ying             | L     | 7 marzo 1989      | Cina                 |
| 7  | Wang Yang            | C     | 7 giugno 1992     | Cina                 |
| 7  | Zhang Xian           | L     | 16 marzo 1985     | Cina                 |
| 8  | Huang Huiping        | C     | 24 marzo 1984     | Cina                 |
| 9  | Zhou Yuan            | S     | 15 dicembre 1982  | Cina                 |
| 10 | Yin Meng             | C     | 11 ottobre 1985   | Cina                 |
| 11 | Kimberly Glass       | S     | 18 agosto 1984    | Stati Uniti          |
| 12 | Carolina Costagrande | S     | 15 ottobre 1980   | Italia               |
| 14 | Chen Yaqing          | P     | 19 maggio 1985    | Cina                 |
| 15 | Wang Ting            | C     | 9 novembre 1984   | Cina                 |
| 16 | Jiang Wei            | L     | 19 gennaio 1982   | Cina                 |
| 16 | Chu Jinling          | S     | 29 luglio 1984    | Cina                 |
| 17 | Zhu Qing             | P     | 25 dicembre 1983  | Cina                 |
| 17 | Xu Yunli             | C     | 2 agosto 1987     | Cina                 |